# Cathedral of the Immaculate Conception (Port of Spain)

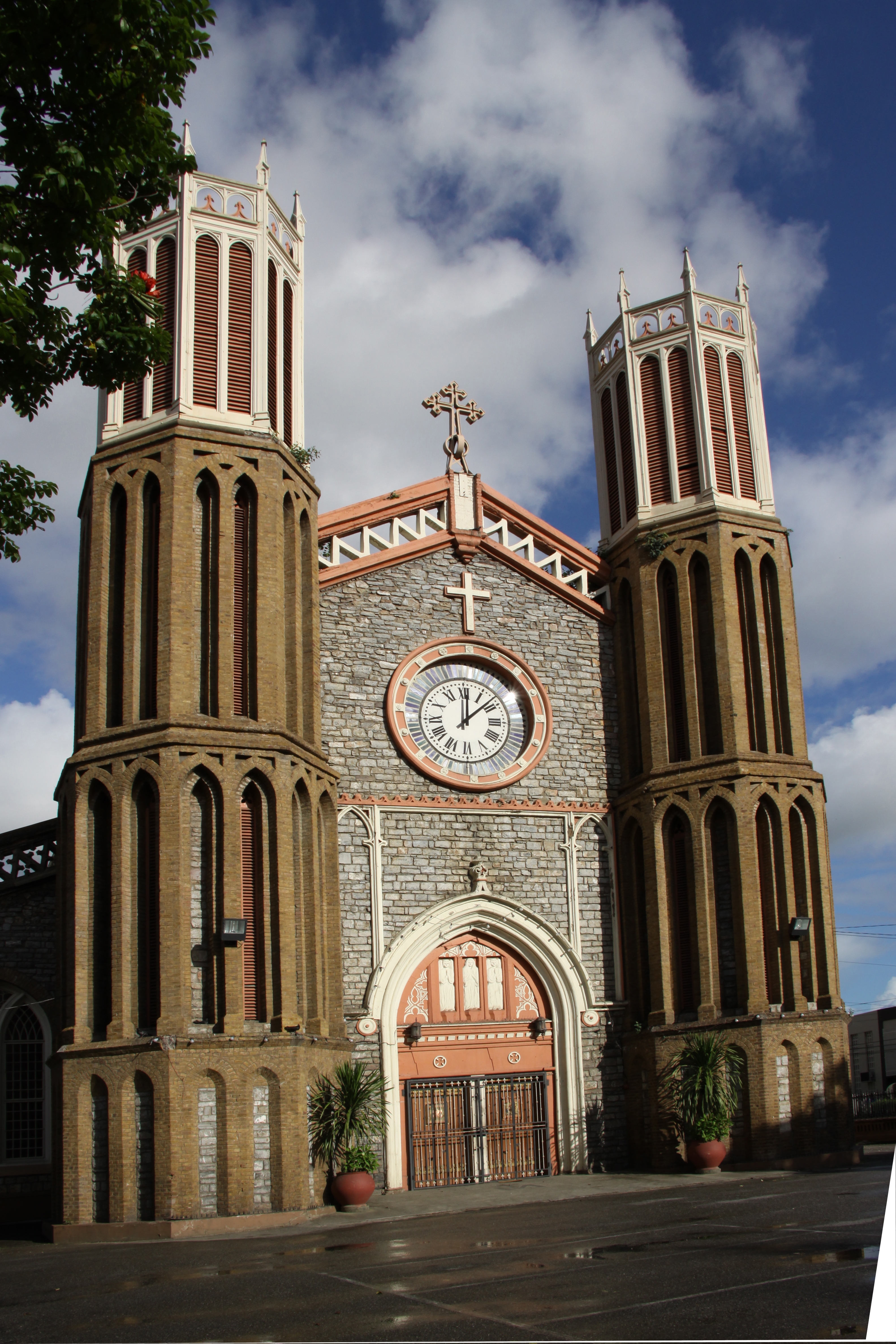
Cathedral of the Immaculate Conception

Die 1832 errichtete Cathedral of the Immaculate Conception (Kathedrale der unbefleckten Empfängnis) ist die älteste katholische Kirche in der trinidadischen Hauptstadt Port of Spain. Sie ist Sitz des Erzbistums Port of Spain.

## Lage
Die Cathedral of the Immaculate Conception liegt im östlichen Teil des langgezogenen Independence Square in der Stadtmitte (Downtown). Zum Bauzeitpunkt befand sich die Kathedrale unmittelbar am Ufer des Golf von Paria; nach mehreren Landaufschüttungen im 19. Jahrhundert liegt sie mittlerweile gut 300 Meter landeinwärts.

## Geschichte

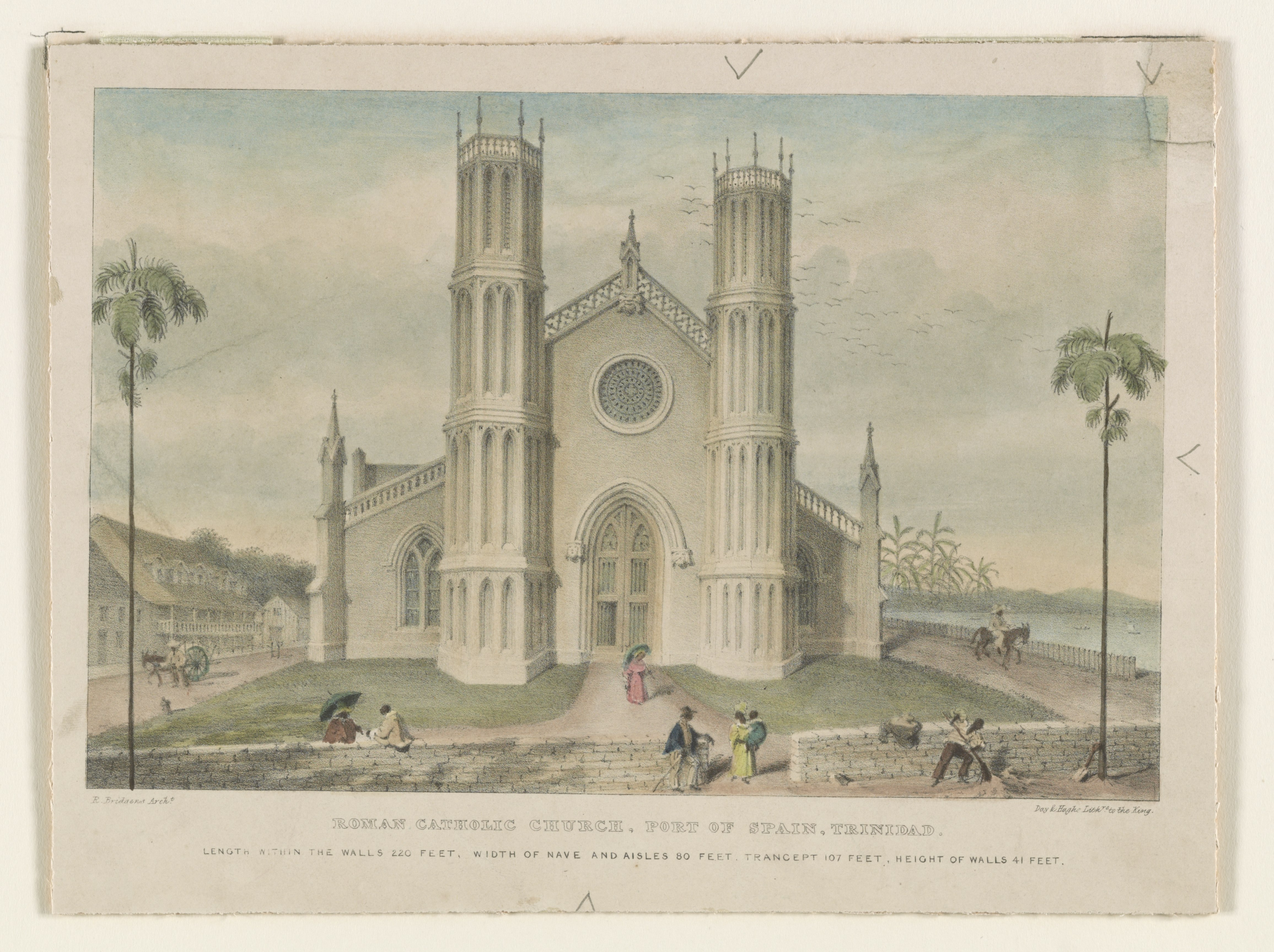
Cathedral of the Immaculate Conception (ca. 1840)

Trinidad war ursprünglich eine Kolonie des katholischen Spanien und geriet 1797 unter die Herrschaft des protestantischen England. Wegen der großen Zahl katholischer Siedler und der damals abgelegenen Lage der Kolonie kam es nie zu Konflikten zwischen Katholiken und Protestanten. Die erste katholische Kirche in Port of Spain wurde 1781 unter dem spanischen Gouverneur Martín de Salaverría am östlichen Ende der Plaza de la Marina, des heutigen Independence Square, errichtet. Die wachsende (und die Mehrheit bildende) katholische Bevölkerung veranlasste Anfang des 19. Jahrhunderts den britischen Gouverneur Ralph Woodford, den Bau einer größeren Kirche zu planen, die nur wenig westlich der alten Kirche errichtet werden sollte. Die Pläne erstellte Woodfords Sekretär Philip Reinagle, Sohn von Philip Reinagle. Die Grundsteinlegung erfolgte am 24. März 1816 durch Woodford.
Der Bau dauerte 34 Jahre, was für Bauten in abgelegenen Kolonien nicht unüblich war. Wiederholt gingen die Gelder aus, oder die ohnehin mit deutlicher Verzögerung eingehenden Baumaterialien wurden vorrangig für den Neubau der 1808 abgebrannten, anglikanischen Holy Trinity Cathedral eingesetzt. 1820, noch während des Baus, wurde die Kirche durch den apostolischen Vikar James Buckley zur Kathedrale bestimmt. Im September 1825 ereignete sich ein Erdbeben, das die Fassadentürme der Kirche beschädigte; die Spitzen wurden daraufhin aus Holz neu gebaut. 1832 wurde der Bau im Wesentlichen abgeschlossen. Bischof Daniel McDonnell feierte den ersten Gottesdienst, obwohl damals noch eine Reihe von Arbeiten ausstanden. 1849 konnte eine erste, kleine Orgel gekauft werden. 1850 war die Kathedrale fertig, die restlichen Bauschulden wurden abgetragen. Am 22. Februar 1851 wurde die Kathedrale geweiht, im selben Jahr wurde sie durch Papst Pius IX. zur Basilica minor erhoben. 1850 war das Bistum Port of Spain zur Erzbistum erhoben worden.
1879 wurde die noch heute vorhandene Uhr installiert. 1913 wurde die erste Orgel durch eine größere der britischen Firma J. W. Walker & Sons ersetzt. Der heutige Altar wurde 1966 eingebaut. Nach Erdbebenschäden wurde die Kathedrale 1967 renoviert. Eine weitere, umfassende Renovierung erfolgte von 2012 bis 2015. Beim Erdbeben am 21. August 2018 mit einer Stärke von 6,9 auf der Momenten-Magnituden-Skala wurde die Kathedrale leicht beschädigt. Nach sechswöchigen Reparaturen konnte sie im Oktober 2018 wieder eröffnet werden.

## Baustil und Ausstattung
Die Kathedrale ist im neugotischen Stil erbaut. Der Grundriss entspricht einem lateinischen Kreuz, wobei das Gesamtgebäude 70 mal 40 Meter und das Mittelschiff 24 mal 24 Meter misst. Die Außenmauern des Gebäudes bestehen aus aus England importierten Ziegeln und Blaustein aus Laventille, der aus einem nur etwa einen Kilometer östlich des Baus gelegenen Hügel gebrochen wurde. Der Bau fasst etwa 1500 Gläubige.
Im nördlichen Seitenschiff befindet sich die Chapel of Our Lady (Marienkapelle), in der sich ein alter Altar und eine Kommunionbank aus florentinischem Marmor sowie eine Plakette zum Gedenken an den Kirchenerbauer Woodford befinden. Im südlichen Seitenschiff befindet sich die Chapel of St. Joseph (Kapelle des heiligen Josef), unter der sich eine Krypta befindet, in der Angehörige des Domklerus beerdigt sind, unter anderem der erste Erzbischof von Port of Spain, Anthony Pantin.
Bekannt ist die Kathedrale für ihre 27 Rosetten. Hinter dem Altar der Kathedrale befindet sich ein Bleiglasfenster, das die Jungfrau Maria darstellt.
Die beiden der Kathedrale vorgelagerten Türme tragen zusammen zwölf Glocken, die meisten Geschenke von Gläubigen aus den Jahren 1831 und 1870.